# La Salle-Niagara Automobile Company
La Salle-Niagara Automobile Company war ein US-amerikanischer Hersteller von Automobilen.

## Unternehmensgeschichte
E. A. Kinsey gründete 1905 das Unternehmen in Niagara Falls im US-Staat New York. Er übernahm die Ausstattung der Wilson Automobile Company und begann 1905 mit der Produktion von Automobilen. Der Markenname lautete La Salle-Niagara. Patente für die Fahrzeuge kamen von George E. Whiteside. 1906 endete die Produktion.

## Fahrzeuge
Das Model A hatte einen Vierzylindermotor. Er war mit 26/30 PS angegeben. Das Fahrgestell hatte 254 cm Radstand. Der einzige Aufbau war ein Tourenwagen mit fünf Sitzen. Dieses Modell hatte Kardanantrieb zur Hinterachse.
Daneben gab es das Model B. Sein Zweizylindermotor war mit 16/18 PS angegeben. Die Motorleistung wurde über eine Kette an die Hinterachse übertragen. Der Radstand betrug 229 cm. Der offene Tourenwagen bot Platz für vier Personen.

## Modellübersicht
| Jahr      | Modell  | Zylinder | Leistung (PS) | Radstand (cm) | Aufbau               |
| --------- | ------- | -------- | ------------- | ------------- | -------------------- |
| 1905–1906 | Model A | 4        | 26/30         | 254           | Tourenwagen 5-sitzig |
| 1905–1906 | Model B | 2        | 16/18         | 229           | Tourenwagen 4-sitzig |